# Carl Wittig
Carl Christian Wittig (* 1995 in Kronach) ist ein deutscher Jazzmusiker (Kontrabass, Komposition).

## Leben und Wirken
Wittig lernte zunächst Klavier. Mit 13 Jahren wechselte er zum Kontrabass. Er erhielt zunächst Unterricht am Robert-Schumann-Konservatorium und dann zusätzlich am Clara-Wieck-Gymnasium in Zwickau. Bei Jugend jazzt gewann er erste Preise im Regional- und Landeswettbewerb und erhielt 2014 mit dem Trio moment’s concept einen ersten Preis in der Bundesbegegnung. Mit dieser Gruppe, zu der Philipp Rumsch (Klavier) und Tom Friedrich (Schlagzeug) gehörten, veröffentlichte er nach dem gleichbetitelten Debütalbum (Unit Records 2016) das Album With | Out (Golden Tickets 2018). Als Schüler spielte er weiterhin im Jugend-Jazzorchester Sachsen.
Zwischen 2014 und 2020 studierte Wittig im Jazzstudiengang an der Hochschule für Musik und Theater „Felix Mendelssohn Bartholdy“ Leipzig bei Pepe Berns und Fridhjof Grabner sowie 2017 für ein Semester an der Hochschule Luzern bei Heiri Känzig und Nils Wogram Komposition. 2018/19 gehörte er zum Bundesjazzorchester unter der Leitung von Niels Klein und Jiggs Whigham.
Seit 2016 hat Wittig vermehrt auch klassische Musiker in seine eigene Arbeit einbezogen, insbesondere mit seinem Ensemble Aurora Oktett, dem neben Pascal Klewer (Trompete), Matti Oehl (Saxophon) und Tom Friedrich (Schlagzeug) ein klassisches Streichquartett angehört; dessen Album Perspective Suite ist 2022 bei nwog erschienen. 2025 folgte mit dieser Formation Continuity and Resonance. Er ist auch auf Antonia Hausmanns Album Teleidoscope zu hören.

## Preise und Auszeichnungen
Wittigs Aurora Oktett war 2022 Finalist beim 12. Burghauser Nachwuchs-Jazzpreis und errang dort den Dritten Preis. 2025 erhielt er mit seinem Oktett den Deutschen Jazzpreis in der Kategorie „Großes Ensemble des Jahres.“